# 南部実継
南部 実継（なんぶ さねつぐ）は、鎌倉時代後期の武士。波木井南部氏（根城南部氏）2代目。

## 経歴
南部実長の子。弘安5年（1282年）、父・実長が身延山に匿っていた日蓮が老衰による疲れの為に下山を希望し、池上宗仲の邸宅に身を寄せる際、随行する役を命じられた。
それから約50年後の元弘元年（1331年）に元弘の変が起こるが、この時既に70歳を越えていた実継はこれに与し、護良親王、尊良親王に随従して赤坂城に篭城した。
朝廷方は奮戦したが、幕府の大軍に攻められて落城、実継は幕府軍に捕縛され、元弘2年（1332年）12月13日、六条河原で倒幕に荷担した他の武士達と共に斬首された。千葉県茂原市の日蓮宗の寺藻原寺に収蔵されている僧侶日静の書状によれば、実継は最初に斬首されたという。実継の最期は日蓮宗の僧侶達によって、甲斐国の波木井南部家の人々に伝えられたという。
実継が元弘の変に荷担した動機は、北条氏と癒着した三戸南部氏との対立といった幕府への不満の他に、その謹厳で一徹な性格や、父・実長の代からが帰依し鎌倉幕府と対立した日蓮の思想の影響によるものであり、同じく幕府に反撥し、倒幕を企図する後醍醐に強いシンパシーを抱いたからだと推測されている。家督は子の長継、更に南部政行の次男の又次郎師行が継承することとなる。
実継の死は北畠顕家に仕えて活躍した根城南部氏の師行を始めとした南部氏が南朝方に協力し、恪勤する契機にもなった。

## 人物
波木井南部氏の一族は皆反骨精神の強い人物であったと言われており、実継もまた父実長の気質を受け継いだ人物であった。